# Heinrich Plütschau
Heinrich Plütschau (auch Plütschow oder Plütscho, * um 1676 in Wesenberg (Mecklenburg); † 4. Januar 1752 in Beidenfleth in Holstein) war mit Bartholomäus Ziegenbalg der erste deutsche evangelische Missionar.

## Leben und Werk
Plütschau besuchte das Friedrichswerdersche Gymnasium in Berlin unter dessen Rektor Joachim Lange und studierte danach Theologie an der Universität Halle. Dort kam er in Kontakt mit August Hermann Francke, dem Gründer des Glauchaschen Waisenhauses. Auf eine Anfrage des dänischen Königs Friedrich IV. nach potentiellen Missionaren wurden Plütschau und sein Studienkollege Bartholomäus Ziegenbalg von Joachim Lange vorgeschlagen. Durch ihre am 29. November 1705 erfolgte Aussendung in die dänische Kolonie Trankebar an der Südostküste Indiens entstand die Dänisch-Hallesche Mission.
Die Missionare hatten bereits während der Überfahrt angefangen, Portugiesisch zu lernen, die dortige lingua franca. Im April 1706 waren sie einige Tage am Kap der guten Hoffnung, um sich erholen zu können. Nach der Ankunft am 9. Juli 1706 in Südindien vertieften sie sich zusätzlich in die Tamilische Sprache („Malabarische Sprache“). Mit zunehmender Arbeit teilten sich die Missionare ihre Gemeindeaufgaben. Plütschau konzentrierte sich auf die Gemeindemitglieder, welche Portugiesisch beherrschten, und Ziegenbalg, auf Grund seiner besonderen sprachlichen Fähigkeiten, auf die tamilischsprachige Gemeinde. Bereits 1711 musste Plütschau aber aus gesundheitlichen Gründen nach Deutschland zurückkehren. Dort gab er den kleinen Katechismus in Tamil heraus und unterrichtete Missionskandidaten in dieser Sprache.
1714 erhielt er die Pfarrstelle als lutherischer Pastor in Beidenfleth, das damals vom dänischen König regiert wurde, wo er 36 Jahre lang bis zum Jahr 1750 wirkte.